# Sunbeam 350HP
El Sunbeam 350HP es un automóvil propulsado por un motor de aviación, construido por la compañía Sunbeam en 1920. Fue el primero de varios vehículos del mismo tipo diseñados para batir el récord de velocidad en tierra.

## Diseño
El coche fue dotado con un propulsor V12 de 18.3-litros fabricado a medida, basado en un híbrido de los motores aeronáuticos Sunbeam Manitou y Sunbeam Arab. Este motor montaba cuatro bloques de tres cilindros cada uno dispuestos en dos bancos a 60 grados (a diferencia del Arab, que tenía las bancadas situadas a 90 grados). Cada cilindro tenía un orificio de entrada y dos de salida, con las válvulas accionadas por un solo árbol de levas en cabeza. Los dos juegos de levas (uno por cada bancada) eran accionados por un conjunto complejo de 16 engranajes enlazados a la parte delantera del cigüeñal - una disposición muy similar a la utilizada en el motor Maori que montaba dos árboles de levas en cabeza por bancada de cilindros. Una transmisión de 4 velocidades inicialmente impulsaba un eje posterior con diferencial, sustituyendo a las peligrosas cadenas de transmisión de otros coches. Harry Hawker condujo el coche en 1920 en Brooklands, pero sufrió un reventón, saliéndose del circuito. El diferencial fue reemplazado por un sencillo engranaje de corona y piñón, de modo que las ruedas traseras funcionaban en bloque. En manos de Kenelm Lee Guinness tuvo más éxito. Los frenos eran rudimentarios, como era habitual en la época, con un freno de pie que actuaba sobre la transmisión y un freno manual sobre los tambores traseros. La suspensión era también convencional, con ballestas semielípticas equipadas con amortiguadores de fricción diseñados por Andre Hartford.

## Carrera

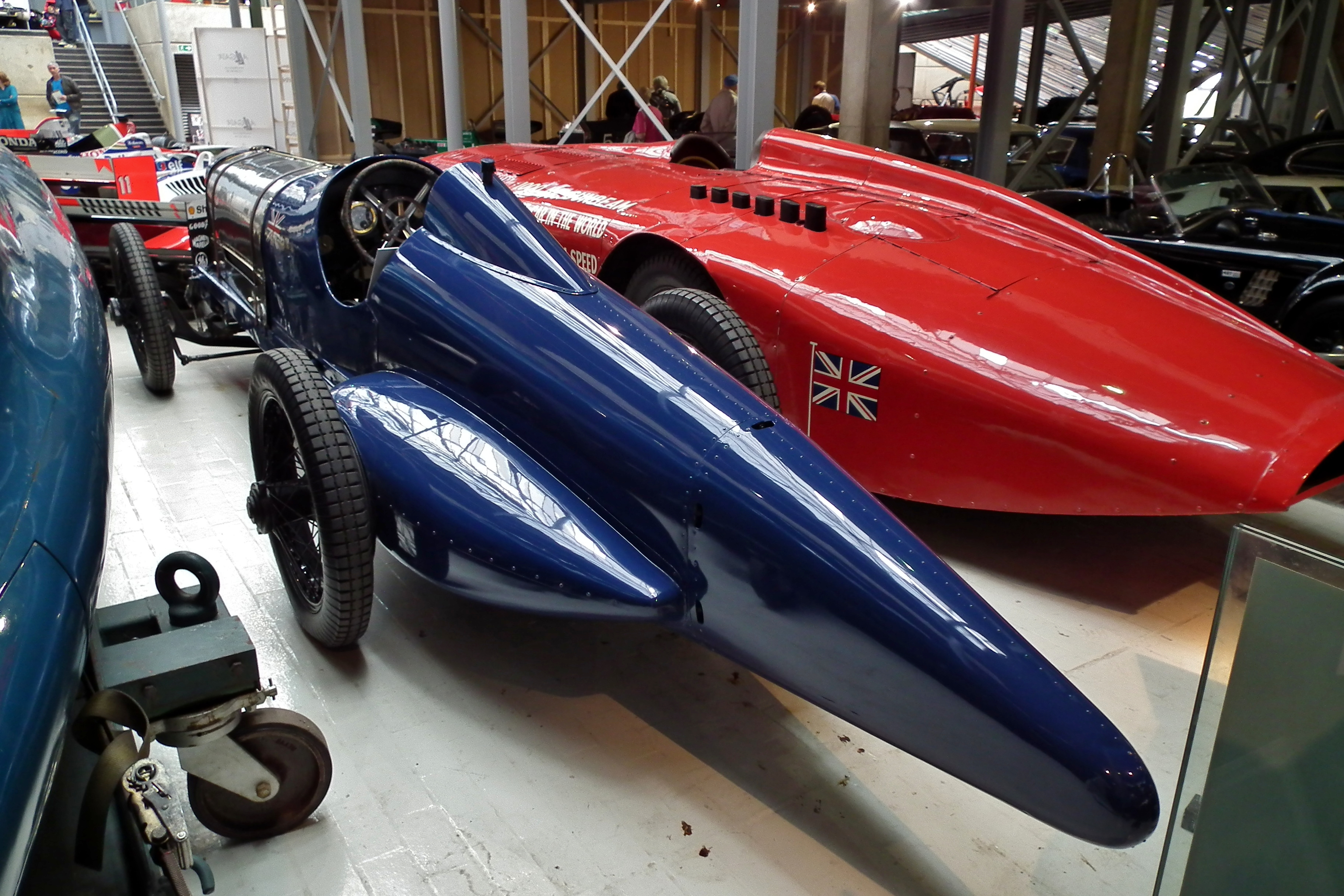
Carenado posterior del Sunbeam 350hp

El 350HP corrió por primera vez en Brooklands en 1920 pilotado por Harry Hawker. En octubre, Rene Thomas estableció un nuevo registro en la subida de Gaillon (Francia).
El 17 de abril Jean Chassagne giró a 114 mph (183 km/h), adjudicándose la 13º Reunión de Pascua en Brooklands. En mayo de 1922 Kenelm Lee Guinness logró tres registros con el Sunbeam 350: la vuelta rápida en Brooklands, a 123 mph (198 km/h); el registro de velocidad en tierra sobre una milla en 129 mph (208 km/h); y sobre un kilómetro en 133 mph (215 km/h). Este fue el último récord absoluto de velocidad batido en la pista de Brooklands.

### Blue Bird
Malcolm Campbell condujo el coche prestado en las Pruebas de Velocidad de Saltburn el 17 de junio de 1922 y batió su primer registro de velocidad, estableciéndolo en 138 mph (222 km/h). Aun así, debido al sistema de cronometraje manual, no fue aceptado como un registro oficial.
Campbell persuadió a Louis Coatalen para que le vendiese el Sunbeam, lo pintó de azul y lo rebautizó como "Blue Bird" ('Pájaro Azul'), el cuarto Blue Bird. El 23 de junio de 1923, Campbell estableció en Fanø, Dinamarca, un nuevo récord de velocidad en 138 mph (222 km/h) sobre el kilómetro lanzado. Como ya había sucedido anteriormente, el registro no fue oficialmente aceptado porque el sistema de cronometraje no se ajustaba a las normas establecidas.
En el invierno de 1923–1924, el coche se envió al fabricante de aeronaves Boulton Paul en Norwich, para realizar pruebas en un túnel de viento. Mejoraron el perfil aerodinámico del coche con una rejilla de radiador estrecha en el morro y una larga cola carenada. Las ruedas traseras también estaban cubiertas por el carenado. Además, se elevó la relación de compresión del motor utilizando nuevos pistones.
Campbell regresó a Fanø en el verano, pero la playa estaba en malas condiciones y el paso de los espectadores no estaba controlado. En el primer recorrido reventó los dos neumáticos traseros del Blue Bird, perdió el control del vehículo y no arrolló a la multitud por muy poco. Campbell protestó ante las autoridades encargadas de la seguridad y declinó su responsabilidad sobre cualquier nuevo incidente. De forma trágica, un neumático delantero había salido despedido, matando a un muchacho que se encontraba entre el público.
El coche fue trasladado a Pendine Sands, en el sur de Gales, obteniendo por fin el resultado perseguido, y logrando el primero de los nueve récords de Campbell. El registro se estableció el 24 de septiembre de 1924, con una velocidad de 146 mph (235 km/h) y un tiempo registrado oficialmente. Poco después, puso el Blue Bird a la venta por 1500 libras, pero cuando supo que Parry-Thomas también planeaba batir el récord con el 'Babs', decidió conservarlo. El Blue Bird regresó a Pendine en 1925, y el 21 de julio dejó el récord en  150 mph (240 km/h),  siendo el primer vehículo en superar esta velocidad. En la milla había logrado 153 mph (246 km/h), una cifra que apareció en la publicidad de la época de aceite lubricante y de bujías. Para conmemorar este logro, Campbell encargó unos modelos a escala del Blue Bird.

## Regreso
Después de ser vendido por Campbell, el Sunbeam retornó al circuito de pruebas con neumáticos más anchos, recuperando su cola corta y su color verde. En una fecha tan tardía como 1936, el presentador Billy Cotton alcanzó con el Sunbean 122 mph (196 km/h) sobre un kilómetro en la playa de Southport. El coche pudo haber permanecido después en Lancashire, reapareciendo allí durante la Segunda Guerra Mundial y siendo vendido a la colección de Beaulieu en 1958.
Actualmente se exhibe en el Museo Nacional del Motor en Beaulieu, Hampshire. El motor ha sido cuidadosamente restaurado después de sufrir daños severos en los años 1990. Por primera vez en veinte años, el vehículo volvió a correr de nuevo en enero de 2014.

## 2015. Llamamiento y restauración

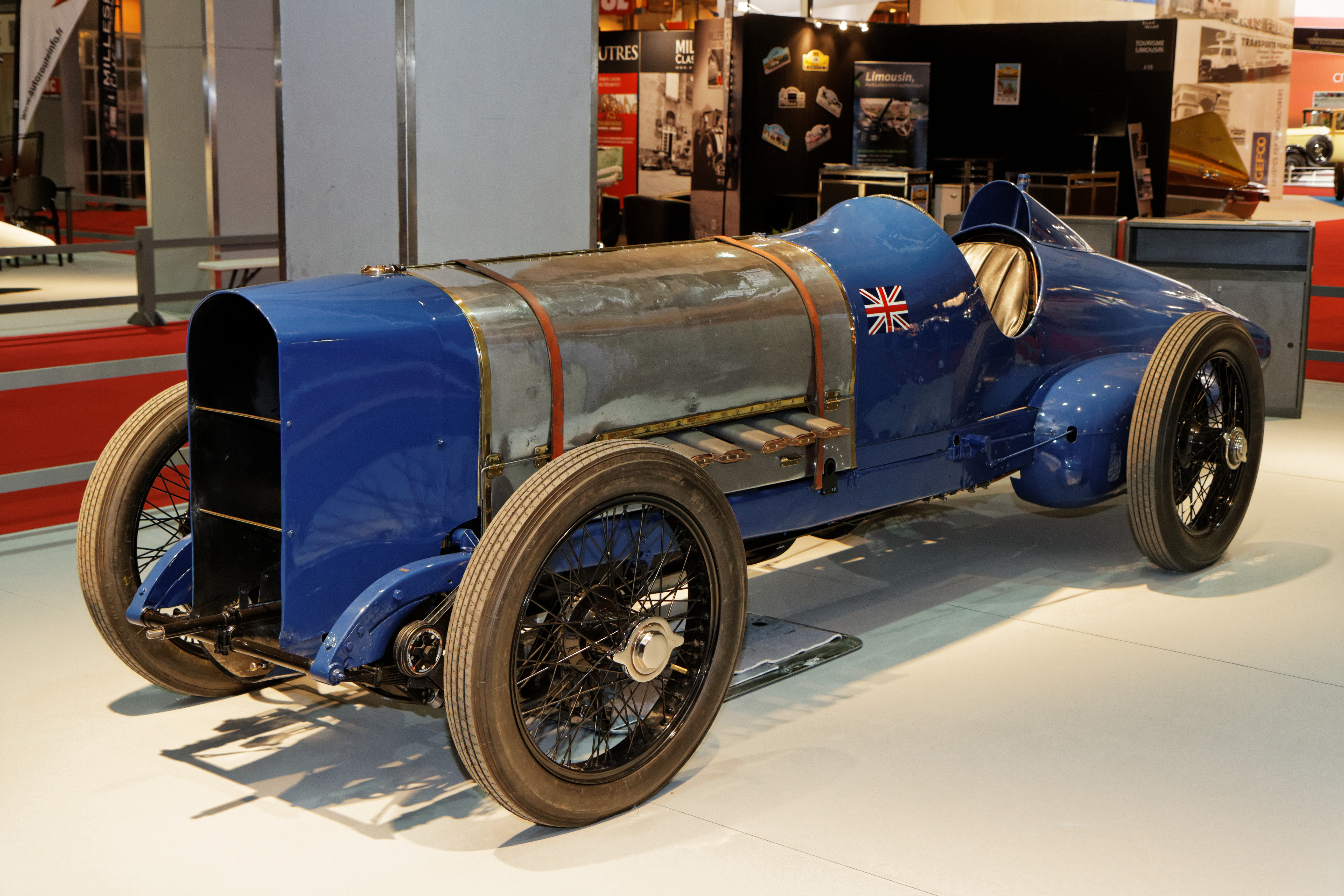
El Sunbeam 350HP en el Retromobile de París (2014)

Durante una prueba de funcionamiento desarrollada en 1993 para evaluar el estado del coche, un bloqueo en el circuito de lubricación provocó la rotura de una biela. Varios años después, el coche exhibido en el museo mostraba un agujero muy visible en su motor, en el punto donde la biela había perforado el bloque.
En enero de 2014, tras completar un ambicioso proyecto de reconstrucción acometido por el equipo de mecánicos del Museo Nacional del Motor a lo largo de varios años, el Sunbeam volvió a funcionar de nuevo, presentándose otra vez en público 50 años después. Al mes siguiente fue una de las apariciones estelares en el espectáculo del Retromobile de París y también rodó en el Festival de Velocidad de Goodwood.
En 2015 el Museo Nacional del Motor de Beaulieu lanzó un llamamiento para recaudar fondos con el fin de construir una nueva caja de cambios para el histórico Sunbeam 350hp de sir Malcolm Campbell, el automóvil que batió el récord de velocidad en tierra en 1920.
El director e Ingeniero jefe del museo, Doug Hill, dijo: 
“Durante la larga y accidentada carrera del Sunbeam, su talón de Aquiles ha sido su débil caja de cambios. En algún momento tras la Segunda Guerra Mundial, se retiró la caja de cambios original y posteriormente se perdió. Se reemplazó con una caja originalmente utilizada en la furgoneta Albion 35hp , diseñada para transmitir tan solo una décima parte de la potencia del motor del Sunbeam, de la misma manera en que el sistema de frenado fue modificado comprometiendo severamente la capacidad de reducir la velocidad del vehículo."
"Para la próxima etapa de la historia de la restauración del Sunbeam,  necesitamos construir una nueva caja de cambios desde cero. Como ya no existe la caja original y no hay ningún modelo que seguir, esta tarea será un reto que requerirá de todo nuestro conocimiento y pericia. Es un paso vital  en nuestro recorrido para restaurar el automóvil a su estado de 1925  y nos ayudará mucho a que se acerque a la velocidad para la que fue construido."
El 21 de julio de 2015, en la playa galesa de Pendine, se celebró el 90.º aniversario del primer récord mundial de velocidad en tierra de sir Malcolm Campbell en el ‘Bluebird'. El acontecimiento fue recreado por su nieto, Don Wales (también poseedor de  un récord de velocidad en tierra), quien condujo el coche plenamente restaurado.

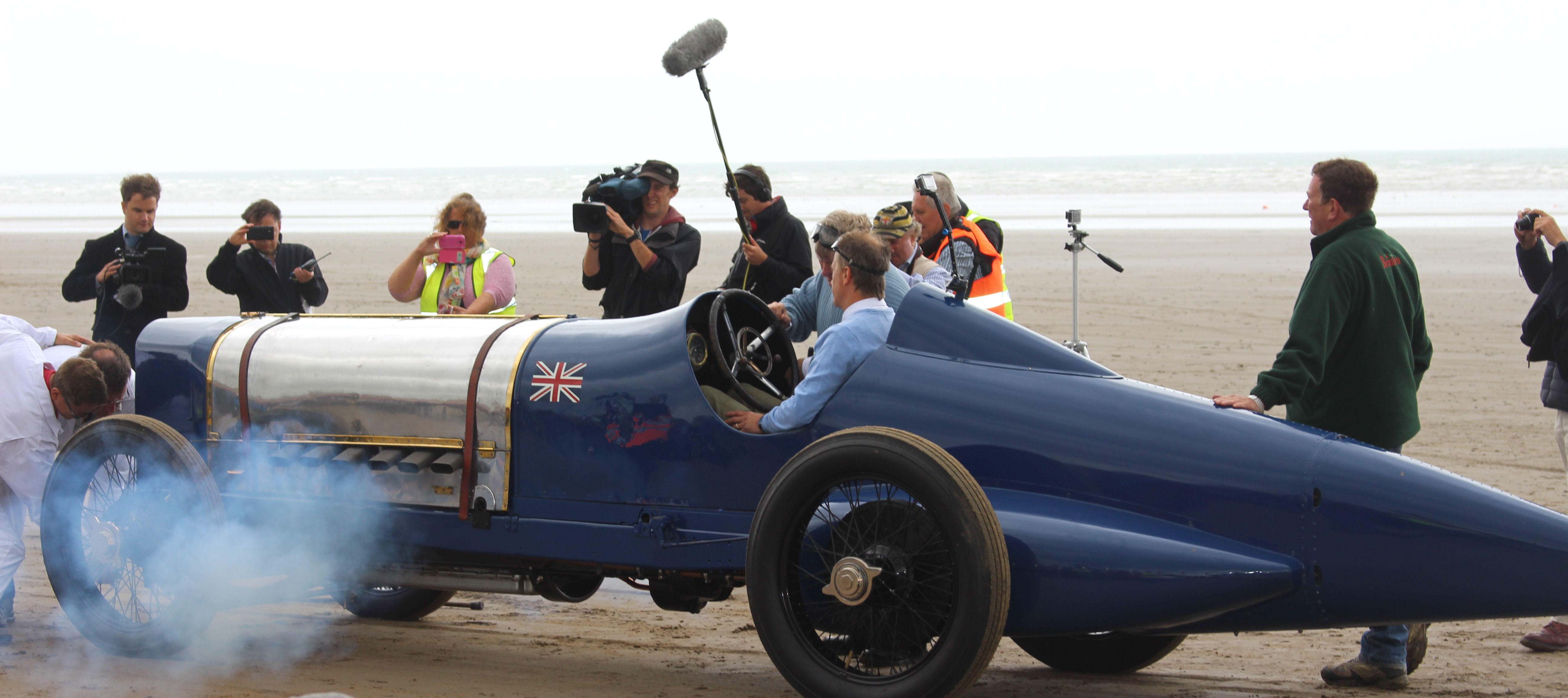
El Sunbeam 350HP en la playa de Pendine Sands (Gales), en el 90.º aniversario del récord de velocidad en tierra de sir Malcolm Campbell.

Comentando el llamamiento que llevó a la restauración del Blue Bird, Don Wales dijo:
¡Este hermoso coche ha sido amorosamente restaurado y cuidado por Doug Hill y su equipo; y un coche tan icónico como este merece tener las piezas finales en su sitio para completarlo!
La nueva caja de cambios será parte de un proyecto a largo plazo para restaurar el automóvil a su estado de 1925. Esta tarea también requiere la fabricación de dos tubos de escape de gran longitud, un nuevo asiento tapizado, un morro ligeramente inclinado en forma de cono y el carenado de las rueda traseras.
En el 2016, la Asociación del Museo del Motor fue uno de los colaboradores escogidos para el nuevamente relanzado Espectáculo del Motor de Londres, en el que el Sunbeam 350hp se exhibió como parte del llamamiento.